# Konkubinat
Konkubinat (łac. concubinatus od com- „współ-” i cubare „leżeć”) – nieformalny związek dwóch osób, pozostających w pożyciu, bez usankcjonowania w świetle prawa jako małżeństwa.

Z praktyki orzeczniczej wiadomo, że jako konkubinaty traktowane są związki, w których trudno ustalić powiązanie stosunków osobistych z majątkowymi przy jednoczesnym istnieniu więzi fizycznej i wspólnym mieszkaniu.

## Nazwa
Kobietę w takiej parze nazywa się konkubiną, mężczyznę zaś konkubinem lub konkubentem. Według Krystyny Slany słowo konkubinat ma w polszczyźnie potocznej zabarwienie pejoratywne. W obiegu światowym i w polskich naukowych publikacjach socjologicznych występuje termin „kohabitacja”.

## W prawie rzymskim
Prawo rzymskie zezwalało na trwałe współżycie mężczyzny i kobiety, przy czym mężczyzna, również żonaty, mógł mieć kilka konkubin. Często związek ten zachodził między osobami, które nie chciały bądź nie mogły zawrzeć małżeństwa (np. senator ze swą wyzwolenicą, żołnierze i urzędnicy prowincjonalni z kobietami z prowincji). Cesarze, jak Wespazjan czy Marek Aureliusz, po śmierci żon pozostawali w takim związku. Konstantyn Wielki zakazał konkubinatu obok małżeństwa, sam konkubinat nabrał charakteru monogamicznego, przypominając późniejsze małżeństwo morganatyczne. Dzieci urodzone w takim związku były pozamałżeńskie (liberi naturales). Uznanie ich za małżeńskie mogło nastąpić przez małżeństwo rodziców (legitimatio per subsequens matrimonium), o ile było to możliwe, bądź za zezwoleniem cesarza (legitimatio per rescriptum principis) na wniosek ojca w razie śmierci matki, zaś w razie śmierci ojca na wniosek samego dziecka, o ile ojciec ustanowił je spadkobiercą w tym celu, bądź też z ofertą dla rady miejskiej (legitimatio per oblationem curiae), gdy ojciec darował lub zapisywał w testamencie majątek synowi naturalnemu pod warunkiem, że zostanie radnym, córce, jeśli wyjdzie za radnego.

## Konkubinat zarejestrowany
W niektórych państwach (Holandia, Belgia, Luksemburg, Francja, Szwecja, Finlandia) ze względów na ich nasilenie istnieje możliwość zarejestrowania konkubinatu, co powoduje podobne skutki prawne, jak ślub (tzn. prawo dziedziczenia, możliwość pozywania o alimenty od konkubenta itp.).
Zazwyczaj różnica między zarejestrowanym konkubinatem a ślubem w tych krajach polega na tym, że do tej rejestracji nie potrzeba organizować uroczystej ceremonii z przysięgą, lecz tylko złożyć zgodne, pisemne oświadczenie w stosownym urzędzie, oraz nie trzeba przeprowadzać sprawy rozwodowej w razie chęci zakończenia tego związku, lecz również złożyć stosowne oświadczenie przez jedną ze stron. Oświadczenie to jest zwykłą umową cywilnoprawną, która może zawierać szczegółowe ustalenia zakresu wzajemnej odpowiedzialności prawnej i majątkowej. W razie sporów majątkowych rozstający się konkubenci mogą dochodzić swoich praw na normalnej drodze cywilnoprawnej w oparciu o podpisane przez siebie wcześniej oświadczenie.

## Konkubinat w innych państwach
W innej grupie państw (USA, Kanada, Australia, Wielka Brytania i większość pozostałych państw Unii Europejskiej) nie ma możliwości formalnego rejestrowania konkubinatu, ale istnieje możliwość dziedziczenia po konkubencie i dochodzenia od niego alimentów po przedstawieniu rzetelnych dowodów (świadków, dokumentów o wspólnym mieszkaniu, posiadaniu wspólnego konta bankowego itp.). W Australii udowodnienie istnienia takiego związku może być podstawą do uzyskania prawa stałego pobytu i ubiegania się o obywatelstwo. Związek taki nazywa się „de facto married”, w języku potocznym używa się zwrotu „de facto” lub „spouse”. Wyrażenia te nie są pejoratywne.

## Konkubinat w Polsce
Silnym motywem do powstawania konkubinatów bywało prawo socjalne preferujące w dostępie do świadczeń rodziców samotnie wychowujących dzieci czy też obowiązujący w latach 80. zakaz posiadania przez małżonków dwóch mieszkań. Aktualnie w Polsce nie ma możliwości rejestrowania konkubinatów ani praktycznego dochodzenia praw spadkowych (chyba że z testamentu) ani alimentacyjnych dla konkubenta z tytułu pozostawania w konkubinacie. Zamiast konkubinatu polski ustawodawca używa terminu „osoby pozostające faktycznie we wspólnym pożyciu małżeńskim”.
Konkubenci są dla siebie osobami najbliższymi jedynie w rozumieniu prawa karnego, co rodzi pewne skutki w postępowaniu karnym (np. możliwość odmowy zeznań wobec konkubenta).
W prawie cywilnym po śmierci jednej ze stron, druga strona może dochodzić renty, jeśli konkubinat był stały i długotrwały. Sąd może przyznać to świadczenie (jest to renta fakultatywna). Konkubentów uznaje się za osoby bliskie. Sąd Najwyższy uznał, że konkubina może spełniać przesłanki do otrzymania renty i może ją otrzymać, jeśli przyznanie tej renty nie krzywdziłoby innych osób bliskich zmarłemu. Konkubina musi wykazać, że jest niezdolna do pracy, lub konieczne jest to ze względu na zajmowanie się wspólnymi małymi dziećmi. Uznano, że nie może otrzymać ona renty wyższej, niż dostałaby żona żądająca renty obligatoryjnej (która jest przyznawana w związku z pokrewieństwem, powinowactwem czy przysposobieniem).
Ograniczenia wynikające z pozostawania w konkubinacie uniemożliwiają wspólne przysposobienie dziecka czy wspólne sprawowanie funkcji opiekuna.
Współwłasność majątkowa konkubentów może powstać na ogólnych zasadach prawa cywilnego. Przyjmuje się, że podstawę roszczeń majątkowych stanowią wzajemne porozumienia, nazywane umowami konkubenckimi. W doktrynie podkreśla się, że zasadnicza różnica między umowami konkubenckimi a zwykłymi umowami majątkowymi wynika z założenia, że w sytuacji konkubinatu dochodzi do formowania się stosunków osobistych, podczas gdy w umowach majątkowych podstawowym założeniem jest osiągnięcie celu gospodarczego.